# Nils Rosenius
Nils Rosenius foi um patinador artístico sueco, que competiu nas duplas. Com sua parceira Valborg Lindahl, ele conquistou uma medalha de prata no Campeonato Mundial de 1909. 

## Principais resultados

### Duplas com Valborg Lindahl
| Campeonato Mundial | Medalha de prata |  |  |  |  |  |  |  |  |  |  |  |  |  |
|                    |                  |  |  |  |  |  |  |  |  |  |  |  |  |  |